# Klass I i ishockey 1937/1938
Klass I i ishockey 1937/1938 var elfte säsongen av Klass I som näst högsta serie inom ishockey i Sverige. Fr.o.m. detta år ser man att serien ibland kallas Stockholmsserien Klass I precis som det vid denna tid fanns lokala serier på andra ställen i landet. Nya lag denna säsong var Reymersholms IK och UoIF Matteuspojkarna som flyttats ner från Svenska serien samt IFK Lidingö och Eriksdals IF som flyttats upp från Klass II.

## Poängtabell
| Nr | Lag                  | S  | V | O | F  | GM | IM | MS  | P  |
| -- | -------------------- | -- | - | - | -- | -- | -- | --- | -- |
| 1  | Nacka SK             | 14 | 9 | 5 | 0  | 54 | 15 | +39 | 23 |
| 2  | IK Sture             | 14 | 6 | 6 | 2  | 23 | 15 | +8  | 18 |
| 3  | IK Hermes            | 14 | 7 | 4 | 3  | 26 | 17 | +9  | 18 |
| 4  | UoIF Matteuspojkarna | 14 | 8 | 1 | 5  | 26 | 20 | +6  | 17 |
| 5  | Värtans IK           | 14 | 5 | 3 | 6  | 28 | 15 | +13 | 13 |
| 6  | Reymersholms IK      | 14 | 3 | 4 | 7  | 21 | 29 | −8  | 10 |
| 7  | Erikdals IF          | 14 | 3 | 2 | 9  | 20 | 44 | −24 | 8  |
| 8  | IFK Lidingö          | 14 | 1 | 3 | 10 | 12 | 45 | −33 | 5  |